# تیم ملی فوتبال زیر ۲۳ سال لائوس
تیم ملی فوتبال زیر ۲۳ سال لائوس (به انگلیسی: Laos national under-23 football team) تیم فوتبال جوانان کشور لائوس است و زیر نظر فدراسیون فوتبال لائوس فعالیت می‌کند. این تیم نمایندهٔ لائوس در بازی‌های المپیک و بازی‌های آسیایی است.